# Chloropsis flavipennis
Chloropsis flavipennis е вид птица от семейство Chloropseidae. Видът е световно застрашен, със статут Уязвим.

## Разпространение
Видът е разпространен във Филипините.